# Amazonides axyliaesimilis
Amazonides axyliaesimilis là một loài bướm đêm trong họ Noctuidae.